# Thomomys bulbivorus
Espèce
Statut de conservation UICN

 LC  : Préoccupation mineure
Le Gaufre bulbivore (Thomomys bulbivorus) est une espèce de rongeurs de la famille des Geomyidae. Elle est endémique de l'Oregon aux États-Unis. Le Gaufre bulbivore est le plus grand des gaufres, atteignant 30 cm.
Cette espèce a été décrite pour la première fois en 1829 par John Richardson (1787-1865), un naturaliste, explorateur et médecin écossais.